# Úľany nad Žitavou
Úľany nad Žitavou (Hongaars:Zsitvafödémes) is een Slowaakse gemeente in de regio Nitra, en maakt deel uit van het district Nové Zámky.
Úľany nad Žitavou telt 1542 inwoners.